# 資訊系統協會
資訊系統協會（英語：Association for Information Systems，簡稱為AIS，是一个建立於1994年的國際性資訊管理學術協會，擁有來自約100多個國家共4,430人會員，是資訊管理（MIS）領域重要的國際組織。

## 協會歷史
資訊系統協會的歷史可追朔至1980年舉行的第一場國際資訊系統會議，學會本身則於1994年正式成立。協會重要歷史事件列點如下：
- 1980年：第一場國際資訊系統會議於美國賓州費城舉行。
- 1994年：資訊系統學會創立，初始會員共約一千人，並開始成為國際資訊系統會議的協辦單位。
- 1995年：第一場美洲資訊系統會議於美國賓州匹茲堡舉行。
- 1996年：第一個分會South East Chapter（現為 Southern Chapter）成立。
- 1999年：開始頒發象徵資訊系統領域最高榮譽的AIS LEO Awards與AIS Fellows。同年，開始發行資訊系統協會會訊（Communications of AIS）[8]。
- 2000年：開始發行資訊系統協會期刊（Journal of AIS）與MISQ Executive期刊。
- 2001年：國際資訊系統會議正式納入協會，資訊系統協會成為該會議的主辦單位。同年，首個協會興趣小組成立。
- 2008年：AIS Transactions on Human-Computer Interactions期刊發行。

## AIS社群

### 特殊興趣小組
資訊系統學會目前共擁有36個特殊興趣小組，有共同研究興趣領域的協會成員可自由加入。例如資訊系統教育研究興趣小組AIS-SIGEd、健康議題興趣小組AISSIGHealth、人機互動興趣小組SIGHCI、資訊科技採用興趣小組ADIT等。

### 地區分會
資訊系統學會擁有多個地區性分會，提供地理位置相近的協會成員互動與合作的機會。例如美國中西部分會MWAIS、臺灣分會TWAIS、澳洲與紐西蘭分會AAIS、英國分會UKAIS、波蘭分會PLAIS等。

### 學生分會
為針對學生而成立的分會，提供學術與業界的就業諮詢，以及學業相關的建議。

## 會議
資訊系統協會每年定期主辦學術會議，包括國際資訊系統會議、美洲區（Region 1）的美洲資訊系統會議（The Americas Conference on Information Systems）、歐洲區（Region 2）的美洲資訊系統會議（European Conference on Information Systems）、以及亞太地區（Region 3）的亞太資訊系統會議（Pacific Asia Conference on Information Systems）。各個地區分會與興趣小組亦有每年定期舉辦小型的地區型會議或學術交流活動。

## LEO Award
LEO Award於1999年開始頒發，以世界首個計算機商業應用「The Lyons Electronic Office」命名，為資訊系統領域的最高榮譽獎項。以下為歷屆得獎名單：
- 1999 : C. West Churchman（英语：C. West Churchman）, J. Daniel Couger, Börje Langefors（英语：Börje Langefors）, Enid Mumford（英语：Enid Mumford）
- 2000 : Gordon B. Davis
- 2001 : Richard O. Mason
- 2002 : Jay Nunamaker（英语：Jay Nunamaker）, Paul Gray (information technology)（英语：Paul Gray）
- 2003 : Frank Land（英语：Frank Land）, John F. Rockart（英语：John F. Rockart）
- 2004 : William R. King, Rob Kling（英语：Rob Kling）
- 2005 : Andrew B. Whinston（英语：Andrew B. Whinston）
- 2006 : Niels Bjørn-Andersen, Phillip Ein-Dor
- 2007 : Izak Benbasat, Ephraim McLean
- 2008 : Dewald Roode（英语：Dewald Roode）, M. Lynne Markus（英语：M. Lynne Markus）, Robert W. Zmud, Kenneth L. Kraemer
- 2009 : Daniel Robey, E. Burton Swanson（英语：E. Burton Swanson）
- 2010 : Blake Ives, Carol Saunders
- 2011 : Richard (Rick) Watson, Ron Weber
- 2012 : Bob Galliers, Detmar Straub
- 2013 : Rudy Hirschheim, Kalle Lyytinen（英语：Kalle Lyytinen）
- 2014 : Joey George、梁定澎[5]
- 2015 : Dennis Galletta、Allen S. Lee（英语：Allen Lee）、魏國基、Dov Te'eni
- 2016 : Richard Baskerville, James Marsden
- 2017 : Sirkka Jarvenpaa, Vallabh Sambamurthy（英语：Vallabh Sambamurthy）
- 2018 : David Avison, Jane Fedorowicz[6]
- 2019 : Ritu Agarwal, Michael D. Myers, Arun Rai[20]

## 外部連結
- （英文）AIS官方網站 （页面存档备份，存于）
  - （英文）ICIS官方網站 （页面存档备份，存于）
  - （英文）AMCIS官方網站 （页面存档备份，存于）
  - （英文）ECIS官方網站 （页面存档备份，存于）
  - （英文）PACIS官方網站 （页面存档备份，存于）